# اکانتاش، مارگول
اکانتاش، مارگول (به لاتین: Akantaş, Murgul) یک Köy در ترکیه است که در استان آرتوین واقع شده‌است.

## خصوصیات
اکانتاش ۱۵۵ نفر جمعیت دارد.